# Michael von Rentelen

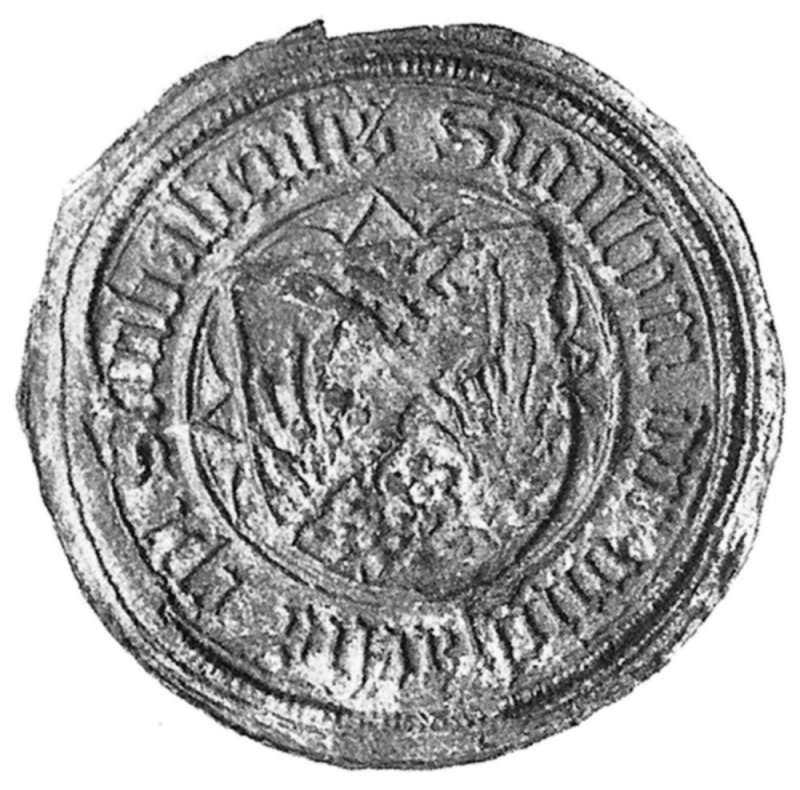
Siegel Michaels von Rentelen als Titularbischof, 1472

Michael von Rentelen OP (* in Lübeck; † 1473) war Dominikaner und ab 1462 Titularbischof von Symbalon. Er ist mit weihbischöflichen Akten in den Bistümern Schwerin, in Havelberg, Cammin und Roskilde bezeugt.

## Leben
Michael von Rentelen entstammte der Lübecker Ratsfamilie von Rentelen, die durch ihre nachgewiesenen Stiftungen eine besondere Nähe zu den Dominikanern des Lübecker Burgklosters hatte. Sein Vater war der Lübecker Ratsherr Christian von Rentelen; sein Großvater Henning von Rentelen war Bürgermeister der Stadt. Viele Mitglieder der Familie gehörten der patrizischen Zirkelgesellschaft in Lübeck an; die Familie nahm, an der Mitstiftung des Zirkelbrüderaltars beteiligt, innerhalb dieser eine hervorgehobene Stellung ein.
Von Michael von Rentelens vorklösterlicher Ausbildung ist nichts zu erfahren. Man darf aber voraussetzen, dass er als Sohn einer angesehenen Lübecker Familie eine entsprechende Ausbildung erhalten hatte. Die später ausgeführten kirchlichen Ämter lassen eine solche als sicher annehmen. Wann Michael von Rentelen in das Burgkloster zu Lübeck als Novize eingetreten ist, wann er die Profess abgelegt und wann er die Priesterweihe empfangen hat, ist nicht bekannt. Am 8. September 1453 wurde er erstmals urkundlich unter den oldesten Brüdern dieses Klosters erwähnt. Offen bleibt, ob es sich unter dieser Bezeichnung um das Lebensalter, das Ordensalter oder die Zugehörigkeit zu einem bestimmten Gremium diese Kloster gehandelt hat.
Am 9. April 1462 wurde der Dominikaner Michael von Rentelen von Papst Pius II. zum Titularbischof von Symbalon (heute Balaklawa) ernannt. Im Siegelabdruck findet sich die Bezeichnung Simbalien. Ob sich Bischof Werner Wolmers von Schwerin bereits zu diesem Zeitpunkt um Michael von Rentelen als künftigen Vicarius in pontificalibus bemüht hatte, scheint nicht ganz sicher zu sein. Aus Eintragungen in den Päpstlichen Registern ist zu ersehen, dass sich das Bistum Schwerin durch den Dompropst Heinrich Guerwen zur Zahlung einer jährlichen Pension von 200 fl. aus dem Haushalt des Diözesanbischofs anlässlich seiner Ernennung zuerkannt wurde. Am 3. August 1462 konnte er die Bischofsweihe noch nicht empfangen haben, da er zu diesem Zeitpunkt immer noch als Electus bezeichnet wurde. Wann und wo er die Bischofsweihe empfangen hat, ist nicht bekannt.
Zugleich mit seiner Ernennung soll er auch Weihbischof in Schwerin geworden sein. Er war jedoch auch in umliegenden geistlichen Territorien tätig. Am 2. Mai 1465 weihte er im Wallfahrtsort Wilsnack, das damals zum Bistum Havelberg gehörte, als Weihbischof des Bischofs von Havelberg Wedigo Gans von Putlitz einen Marienaltar der Wunderblutkirche. Im Generalkapitel des Ordens wurde Michael Reutheleem, ep. Cimbalensis am 2. Oktober 1465 mit anderen Bischöfen des Ordens genannt.
Unter dem 22. Oktober 1465 ist in der Matrikel der Universität Rostock die Eintragung: Petrus Suluerfeldt de lubeck honoratus per universitatem propter episcopum Symboliensem, womit nur Bischof Michael gemeint sein kann.
Für den Wallfahrtsort Zecher, dem heutigen Klein Zecher bei Seedorf am Schaalsee wurde am 4. Oktober 1466 ein Ablassbrief der Bischöfe Werner (Wolmers) von Schwerin, Albert von Lübeck und Michael Simbalienis bezeugt. Noch vor 1468 war Bischof Michael im Bistum Cammin als vicarius generalis in spiritualibus et pontificalibus (Generalvikar in geistlichen und bischöflichen Angelegenheiten) des Bischofs Henning Iwen tätig. Nach Vollendung des Chors in der St. Stephanus-Kirche Swantow 1469 weihte Bischof Michael den dortigen Hochaltar zu Ehren der Heiligen Stephanus, Michael, Katharina, Aller Heiligen und der Erscheinung des Herrn. 1785 fand man im Mauerwerk der Swantower Kirche neben einer Reliquie die Weiheurkunde. Die Kirche auf der Insel Rügen gehörte damals zum Bistum Roskilde. Unter dem 18. September 1471 bewilligten anlässlich eines Aufenthaltes in Bützow Bischof Werner (Wolmers) von Schwerin und Bischof Michael zugunsten der täglichen Marientiden in der Rostocker Jakobikirche für jede Anwesenheit und jede Darreichung einen 40-tägigen Ablass.
Am 17. Januar 1471 wurde Bischof Michael von Sunbolen mit seinem Neffen Peter Holste im Lübecker Niederstadtbuch genannt.
Zum 26. Oktober 1472 hatte Bischof Michael als vicarius in spiritualibus und suffraganeus des Schweriner Bischofs Werner zusammen mit diesem in Rostock Ablass zugunsten der Marienkirche erteilt, damit diese mit einem neuen Kupferdach versehen und eine neue Uhr bekommen könne. Am gleichen Tag erhielt auch der große Herrenkaland eine Ablassbestätigung für bestimmte gute Werke. Die neue Uhr war die vom Herrenkaland in Auftrag gegebene, noch erhaltene Astronomische Uhr.
Im Oberstadtbuch, dem Grundbuch der Stadt Lübeck, befindet 1473 sich folgende Eintragung: Herr Michael von Rentelen hinterließ seinen Erben Gertrud von Nudeln und deren Sohn Hans ein Haus in der hiesigen St. Annenstraße, das dem Lübecker Protonotar Johann Wunstorp zugeschrieben war. Innerhalb der Stadt durften nur Lübecker Bürger Eigentümer von Grundbesitz sein. Als Ordensangehöriger und Bischof konnte Bischof Michael nicht das Lübecker Bürgerrecht haben und damit Eigentum in der Stadt erwerben, weshalb das Haus in Treuhand auf den Namen des Protonotars eingetragen war. Wo er während seiner zehnjährigen Amtszeit genau wohnte, ist nicht bekannt. Denkbar wäre ein zeitweiser Aufenthalt jeweils in den Klöstern seines Ordens in der Diözese, für die er gerade tätig war, oder nach dem Status eines vicarius generalis am Sitz der betreffenden bischöflichen Verwaltung. Der Eintragung im Oberstadtbuch ist anzunehmen, dass Bischof Michael 1473 bereits verstorben war. Wann und wo dies geschah sowie der Ort der Beisetzung sind nicht überliefert.

## Siegel
Das Siegel von Weihbischof Michael war rund. In der unteren Hälfte im Wappenschild mit einer dem Stammwappen derer von Rentelen entnommenen Lippischen Rose, von der rechts und links Blätter auszugehen scheinen, die sich in der oberen Hälfte kreuzen. Darüber gelegt ein Bischofsstab von rechts unten nach links oben. Die Umschrift lautet: SIGILLUM DNI MICHAELIS EPI SIMBALIENSIS. Dieses Wappen war hinsichtlich der lippischen Rose der Familiengeschichte von Rentelen entlehnt, die ursprünglich in Hannover und Schaumburg ansässige Familie war von dort in die Städte der südlichen Ostseeküste migriert. Auch das überlieferte Wappen des Lübecker Ratsherren Bertram von Rentelen um 1478 zeigt noch einen mit drei Rosen belegten Pfahl.